# Jacques de Vendeuvre
Jacques de Vendeuvre, où très exactement Jacques Le Forestier de Vendeuvre né le 9 mars 1912 à Vendeuvre dans le Calvados et mort le 30 juin 1940 à Gibraltar était un officier de l'armée de l'air de la France libre.
Il est compagnon de la Libération.

## Biographie
Issu d'une famille de vieille noblesse de Vendeuvre, son père, Guy Charles Joseph Augustin Le Forestier de Vendeuvre, avait fait la Première Guerre mondiale en tant que lieutenant au 25e régiment d'infanterie. Après avoir fait des études à Vannes, il entre, en 1930 l'École spéciale militaire de Saint-Cyr, promotion Joffre. Il a pour instructeur le lieutenant Philippe de Hauteclocque, et sort en 1932 Major de l'École et choisit comme affectation la cavalerie, sort premier de l'École de cavalerie de Saumur en 1933.

En 1937, il obtient une licence d'histoire et est gravement blessé lors d'un stage d'observateur dans la région de Reims.

En 1938, il est nommé instructeur à l'École spéciale militaire de Saint-Cyr.

En août 1939, il passe dans l'aviation et il est affecté à l'école de pilotage de Melun comme élève-pilote.

Il est ensuite envoyé au Maroc, à l'école de perfectionnement au pilotage de Meknès où il sert comme pilote de reconnaissance, désespéré de n'avoir pu rejoindre le front.
 
Membres de l'école de perfectionnement au pilotage de Meknès, le capitaine Jacques de Vendeuvre et ses compagnons, les capitaines Gustave Lager et Michel Meyrand, les lieutenants Pierre Aubertin et Pierre Tassin de Saint-Péreuse et le sous-lieutenant Robert Weill sont à Casablanca, en partance pour la France quand ils apprennent la demande d'armistice du maréchal Pétain. Ils décident de continuer le combat en Afrique du Nord si le général Noguès commandant en chef du théâtre d'opération d'Afrique du Nord confirme sa volonté de ne pas accepter l'armistice et dans le cas contraire de rejoindre l'Angleterre.
 Quand le 29 juin 1940, leur parvient la nouvelle de la libération de l'ensemble des prisonniers de guerre italiens détenus au Maroc et la décision qu'au 1er juillet, tous les avions doivent être rendus inutilisables, ils décident de partir pour rejoindre l'Angleterre.

Le 30 juin 1940, les 6 aviateurs rejoints par le lieutenant Jean-Pierre Berger et le sous-lieutenant Bertrand Jochaud du Plessix prennent la navette qui les conduit, comme d'habitude, sur le terrain d'aviation de Berrechid situé à une cinquantaine de kilomètres au Sud de Casablanca.
 Munis de faux ordres de mission, ils prennent 3 Glenn Martin.

- Dans le premier appareil piloté par le capitaine Jacques de Vendeuvre, prennent place le lieutenant Jean-Pierre Berger et le sous-lieutenant Bertrand Jochaud du Plessix.
- Dans le second appareil piloté par le capitaine Gustave Lager,  prennent place les lieutenants Pierre Aubertin et Pierre Tassin de Saint-Péreuse

- Dans le troisième appareil piloté par le capitaine Michel Meyrand, essaye de prendre place le sous-lieutenant Robert Weill. Celui-ci n'arrivant pas à ouvrir la porte arrière de l'appareil, monte finalement dans le premier appareil piloté par Vendeuvre.

À 16 heures les avions décollent et parcourent le chemin sans incident.
 Parvenus à hauteur de Gibraltar, les appareils pilotés par Lager et Meyrand se posent sans encombre sur le terrain du Rocher surprenant la vigilance de la DCA espagnole de Franco.  L'appareil de Vendeuvre, plus lent car surchargé, est alors pris à partie par l'ensemble des canons antiaériens espagnols et s'écrase dans le port. Les vedettes britanniques venues à leur secours recueillent le corps de Jacques de Vendeuvre et de ses 3 compagnons. 

Ce sont les 4 premiers morts de la France libre. Ils sont inhumés le lendemain au cimetière de North Front près du terrain d'aviation à Gibraltar.

## Décorations
- Compagnon de la Libération à titre posthume par décret du 13 Mai 1941[5]